# Franz Xaver Haberl

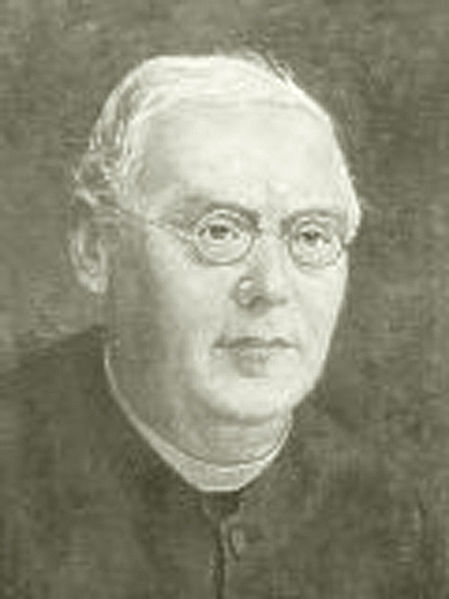
Franz Xaver Haberl

Franz Xaver Haberl (* 12. April 1840 in Oberellenbach (Mallersdorf-Pfaffenberg); † 5. September 1910 in Regensburg) war ein deutscher Kirchenmusiker und Musikwissenschaftler.

## Leben
Haberl wurde als Sohn eines Lehrers in Oberellenbach (Niederbayern) geboren. Er besuchte das bischöfliche Knabenseminar in Passau, studierte dann Theologie in München und empfing dort am 12. August 1862 die Priesterweihe.
In dieser Zeit vollendete Haberl auch die Herausgabe des 4. Bandes der Musica Divina seines kurz zuvor verstorbenen Lehrers Carl Proske.
Nach einer Tätigkeit als Musikpräfekt am Seminar in Passau widmete er sich 1867 bis 1870 als Organist der Kirche Santa Maria dell’Anima in Rom in den dortigen Archiven und Bibliotheken musikwissenschaftlichen Studien.
Von 1871 bis 1882 wirkte er als Domkapellmeister und Inspektor der Dompräbende in Regensburg und gründete dort 1874 die erste katholische Kirchenmusikschule (heute Hochschule für katholische Kirchenmusik und Musikpädagogik), die unter seiner Leitung rasch aufblühte. 1879 gründete er außerdem einen Palestrina-Verein.
Während der Amtszeit Haberls als Domkapellmeister erschienen unter seiner Redaktion Neuausgaben der Choralbücher in enger Anlehnung an die Editio Medicea von 1614. Das päpstliche Privileg zum Druck dieser Ausgabe für die Druckerei Pustet wurde 1900 nicht mehr erneuert, da inzwischen die Forschungen der Benediktiner von Solesmes die Fassungen der Editio Medicae als nicht authentisch erwiesen hatten. Papst Pius X. beauftragte 1904 eine Kommission mit der Wiederherstellung der ursprünglichen Lesarten der Choralgesänge, der Editio Vaticana, die die Editio Medicea dann ablöste.
Seit 1876 gab er „zum Besten der kirchlichen Musikschule“ den Cäcilien-Kalender heraus, den er 1886 zum Kirchenmusikalischen Jahrbuch erweiterte.
Nach einem längeren Studienaufenthalt in Rom, der vor allem der Vorbereitung der Gesamtausgabe der Werke Palestrinas galt, übernahm er 1885 wieder Leitung und Unterricht der Kirchenmusikschule in Regensburg. Die 1862 begonnene Gesamtausgabe der Werke Palestrinas oblag ihm von Band 10 an bis zu ihrem Abschluss mit Band 33 im Jahre 1894 (der 4. Nachtragsband erschien 1907). Seit 1894 hatte er auch einen Teil der Gesamtausgabe der Werke von Orlando di Lasso (21 Bände, 1894–1927) übernommen.
Seit 1889 redigierte er die von Franz Xaver Witt gegründete kirchenmusikalische Zeitschrift Musica sacra und seit 1899 auch die Fliegenden Blätter für katholische Kirchenmusik (später: Cäcilienvereinsorgan).

## Ehrungen
- Der Freund Liszts und Lorenzo Perosis wurde 1879 zum Ehrenkanonikus der Kathedrale von Palestrina ernannt und 1899 zum Präsidenten des Allgemeinen Deutschen Cäcilienvereins gewählt.
- Die Universität Würzburg verlieh ihm 1889 ehrenhalber die theologische Doktorwürde.
- 1908 erhielt er den Rang eines päpstlichen Hausprälaten.
- Im Stadtosten von Regensburg ist eine Straße nach ihm benannt.

## Werke & Editionen
- Magister choralis. Theoretisch praktische Anweisung zum Gregorianischen Kirchengesange nach den Grundsätzen des Enchiridion chorale und Organum von J. G. Mettenleiter für Geistliche, Organisten, Seminarien und Cantoren, bearbeitet von F. X. Haberl. Pustet, Regensburg 1864 (später ins Ital., Frz., Engl., Span., Poln. u. Ung. übersetzt)
- Organum comitans ad Graduale Romanum, quod sub auspiciis sanctissimi Domini nostri Pii pp. IX. curavit sacrorum rituum congregatio. Proprium et Commune Sanctorum necnon festa pro aliquibus locis transposita et harmonice ornata. Pustet, Regensburg 1875 (mit Joseph Hanisch)
- Angelo Bertalotti's fünfzig zweistimmige Solfeggien. Pustet, Regensburg 1881
- Wilhelm du Fay. Breitkopf & Härtel, Leipzig 1885 (= Bausteine für Musikgeschichte, 1)
- Repertorium Musicae Sacrae ex auctoribus saeculi XVI. et XVII. (ab 1886, Beilage zum Kirchenmusikalischen Jahrbuch, mit Neuausg. älterer Musikwerke: Messen, Motetten, Falsibordoni)
- Musica Divina, sive thesaurus concentuum selectissimorum omni cultui divino totius anni, juxta ritum Sanctae Ecclesiae Catholicae inserventium (begonnen von Carl Proske), Annus secundus, 4 Bände, Pustet, Regensburg 1886 (mit Joseph Schrems)
- Die römische „schola cantorum“ und die päpstlichen Kapellsänger bis zur Mitte des 16. Jahrhunderts. Breitkopf & Härtel, Leipzig 1888 (= Bausteine für Musikgeschichte, 3), zuvor in: Vierteljahresschrift für Musikwissenschaft 3 (1887), S. 189–296
- Officium hebdomadae sanctae et octavae paschae / Die Feier der heiligen Char- und Osterwoche. Lateinisch und deutsch für Gebet und Gesang. Pustet, Regensburg 1887
- Bibliographischer und thematischer Musikkatalog des päpstlichen Kapellarchives im Vatikan zu Rom. Breitkopf & Härtel, Leipzig 1888 (= Bausteine für Musikgeschichte, 2)
- Psalterium vespertinum. Psalmi ad vesperas et completorium per totius anni cursum, mediationum et finalium initiis digestis ad majorem psallentium commoditatem concinnati. Pustet, Regensburg 1888
- Collectio Musices Organicae ex operibus Hieronymi Frescobaldi. Breitkopf & Härtel, Leipzig 1889
- Organum comitans ad Vesperale Romanum, quod curavit sub auspiciis sanctissimi Domini nostri Pii PP. IX. sacrorum rituum congregatio. Pustet, Regensburg 1877 (mit Joseph Hanisch)
- Kleines Gradual- und Meßbuch. Ein Gebet- und Betrachtungsbuch für Kirchensänger und gebildete Laien. Pustet, Regensburg 1892